# Кінематичний ланцюг

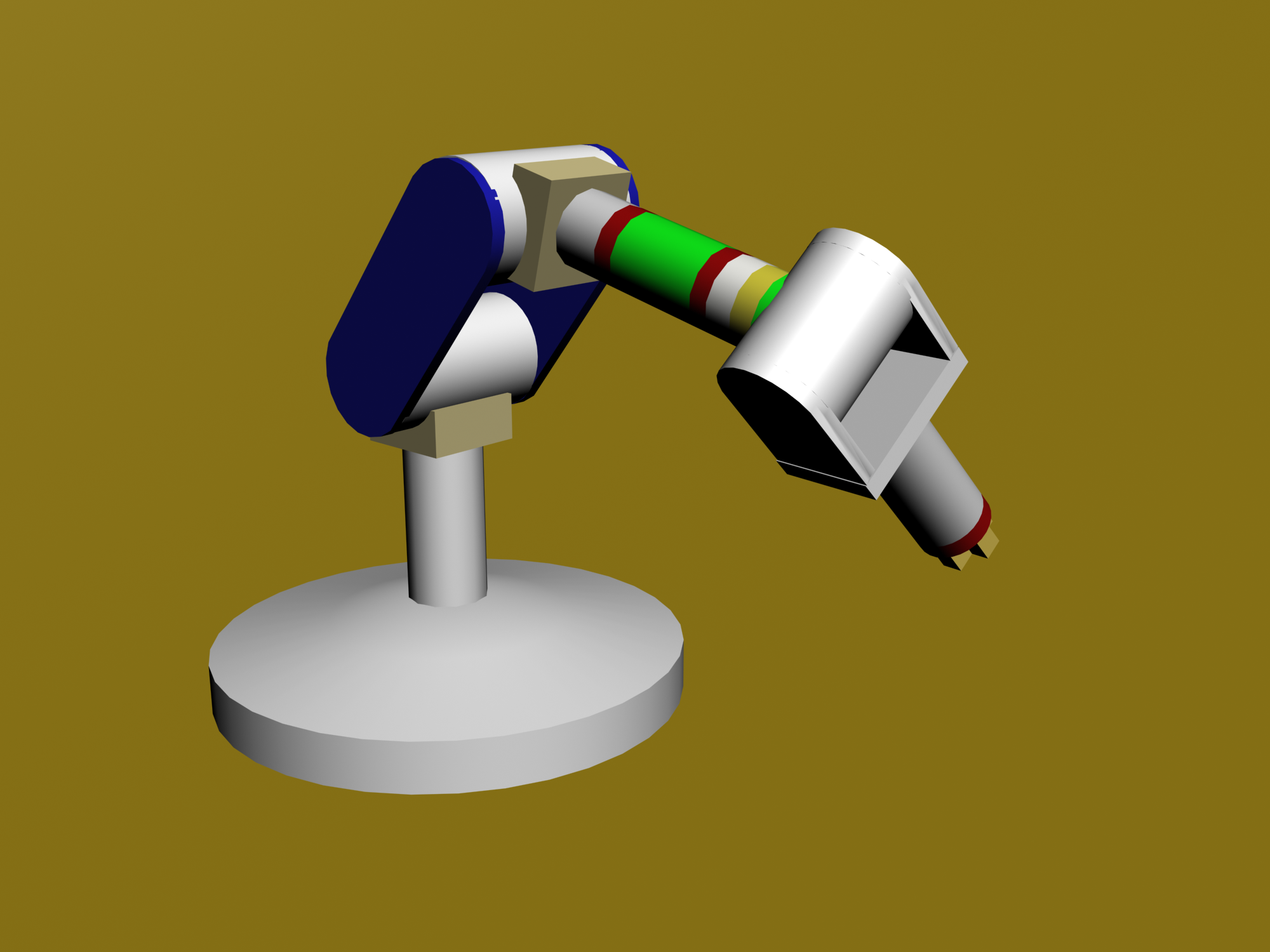
Маніпулятор, що складається з низки зв'язаних рухомих сполучень, є демонстрацією кінематичного ланцюга.

Кінемати́чний ланцю́г (англ. kinematic chain) — це зв'язана система об'єктів, що утворюють між собою кінематичні пари. Кінематичний ланцюг є основою механізму. Всякий механізм є частковим випадком, кінематичного ланцюга, але не кожний кінематичний ланцюг є механізмом.

## Класифікація кінематичних ланцюгів
У теорії машин і механізмів кінематичні ланцюги поділяються на такі види:
- Прості і складні. В простому кінематичному ланцюгу кожна з його ланок входить до складу однієї або двох кінематичних пар, а у складному кінематичному ланцюгу є ланки, що входять до складу трьох і більше кінематичних пар.
- Відкриті і замкнені. У відкритому (незамкненому) кінематичному ланцюгу є ланки, що входять до складу однієї кінематичної пари, а у замкненому ланцюгу кожна ланка входить до складу 2-х і більше кінематичних пар.
- Плоскі і просторові. Якщо точки усіх ланок кінематичного ланцюга рухаються в одній або паралельних площинах, то такий кінематичний ланцюг називається плоским, у протилежному випадку кінематичний ланцюг — просторовий, так як точки його ланок описують плоскі криві в непаралельних площинах або просторові криві.

## Структурні формули кінематичних ланцюгів
Число степенів свободи кінематичного ланцюга залежить від числа ланок а також від класу та числа кінематичних пар, з яких він складається.
Кожна ланка просторі має шість ступенів свободи. Сукупність n ланок являє собою систему з 6n ступенями свободи. Кожна кінематична пара V класу зменшує число ступенів свободи на п'ять; пара IV класу — на чотири, III класу — на три і т. д.
Число ступенів свободи W просторового кінематичного ланцюга, що складається із n рухомих ланок і кінематичних пар п'ятого класу у кількості P5, четвертого — P4, третього — P3, другого — P2 i першого — P1 буде:
{\displaystyle W=6n-1P_{1}-2P_{2}-3P_{3}-4P_{4}-5P_{5}}.
Це рівняння являє собою формулу рухомості, або структурну формулу просторового кінематичного ланцюга і носить назву формули А. П. Малишева.
Для випадку плоского кінематичного ланцюга кожна ланка, будучи вільною, має три ступені свободи, а при наявності n — ланок — 3n ступенів свободи. В склад плоского кінематичного ланцюга можуть входити тільки кінематичні пари V і IV класів. Кінематична пара V класу в відносному русі однієї ланки відносно другої зменшує ступінь свободи на 2, а IV класу — на І. Звідси ступінь свободи плоского, кінематичного ланцюга:
{\displaystyle W=3n-1P_{4}-2P_{5}}.
Це рівняння має назву формули П. Л. Чебишова, який вперше отримав його у 1869 р.